# Wolfgang Nöth (Fußballspieler)
Wolfgang Nöth (* 19. Oktober 1949) ist ein ehemaliger deutscher Fußballspieler.

## Sportliche Erfolge
Nöth spielte im Team des 1. FC Schweinfurt 05 in den Saisonen 1968/69 und 1971/72 in der Regionalliga Süd. Nach einem Vereinswechsel spielte er ab 1972 beim SV Darmstadt 98, mit dem er 1972/73 Meister der Regionalliga Süd wurde, jedoch in der folgenden Aufstiegsrunde zur Bundesliga an Rot-Weiss Essen scheiterte. Mit den Lilien qualifizierte er sich zur Saison 1974/75 für die 2. Bundesliga Süd. In dieser debütierte Wolfgang Nöth am ersten Spieltag gegen den 1. FC Saarbrücken, wurde jedoch zur Halbzeit ausgewechselt. Als Einwechselspieler wurde er in der Saison noch neunmal als Angriffsspieler eingesetzt. Nachdem der FC Schweinfurt ebenfalls in der Saison 1975/1976 in die 2. Bundesliga Süd aufrückte, spielte Nöth dort 25 Spiele in der Saison im Angriff, teilweise auch als Auswechselspieler. Seine drei Ligatore erzielte er mit einem Tor gegen den FK Pirmasens am 36. Spieltag und dem zweiten und dritten Tor beim 3:0 gegen den FSV Frankfurt am 38. Spieltag.